# Прва лига Србије у фудбалу за жене
Суперлига Србије је највиши ранг фудбалских такмичења за жене у Србији. Лига је формирана 2006. године под именом Прва женска лига Србије и то име је носила до 2013, када је промењено у Суперлига Србије. Од сезоне 2013/14. лига броји 8 клубова, за разлику од претходних сезона кад их је било 12. Нижи ранг такмичења је Прва лига Србије. Првак Србије има обезбеђено учешће у Лиги шампиона за жене.

## Клубови у сезони 2015/16. — редослед на табели
- Обилић Београд
- Шумадија 1903 Крагујевац
- Тријумф Крагуљевац
- Јагодина
- Лавице Дубочица Лесковац
- Колибри Куршумлија
- Полет Сивац
- Фрушкогорац Нови Сада

## Победници свих првенстава
| Сезона   | Првак          | Другопласирани           | Трећепласирани       |
| -------- | -------------- | ------------------------ | -------------------- |
| 2013/14. | Слога          | Мачва Шабац              | Фрушкогорац Нови Сад |
| 2014/15. | Мачва Шабац    | Фрушкогорац Нови Сад     | Колибри Крушумлија   |
| 2015/16. | Обилић Београд | Шумадија 1903 Крагујевац | Тријумф Крагујевац   |
| 2016/17. | Рад            | Тријумф Крагујевац       | Полет Сивац          |